# Hermann J. Huber

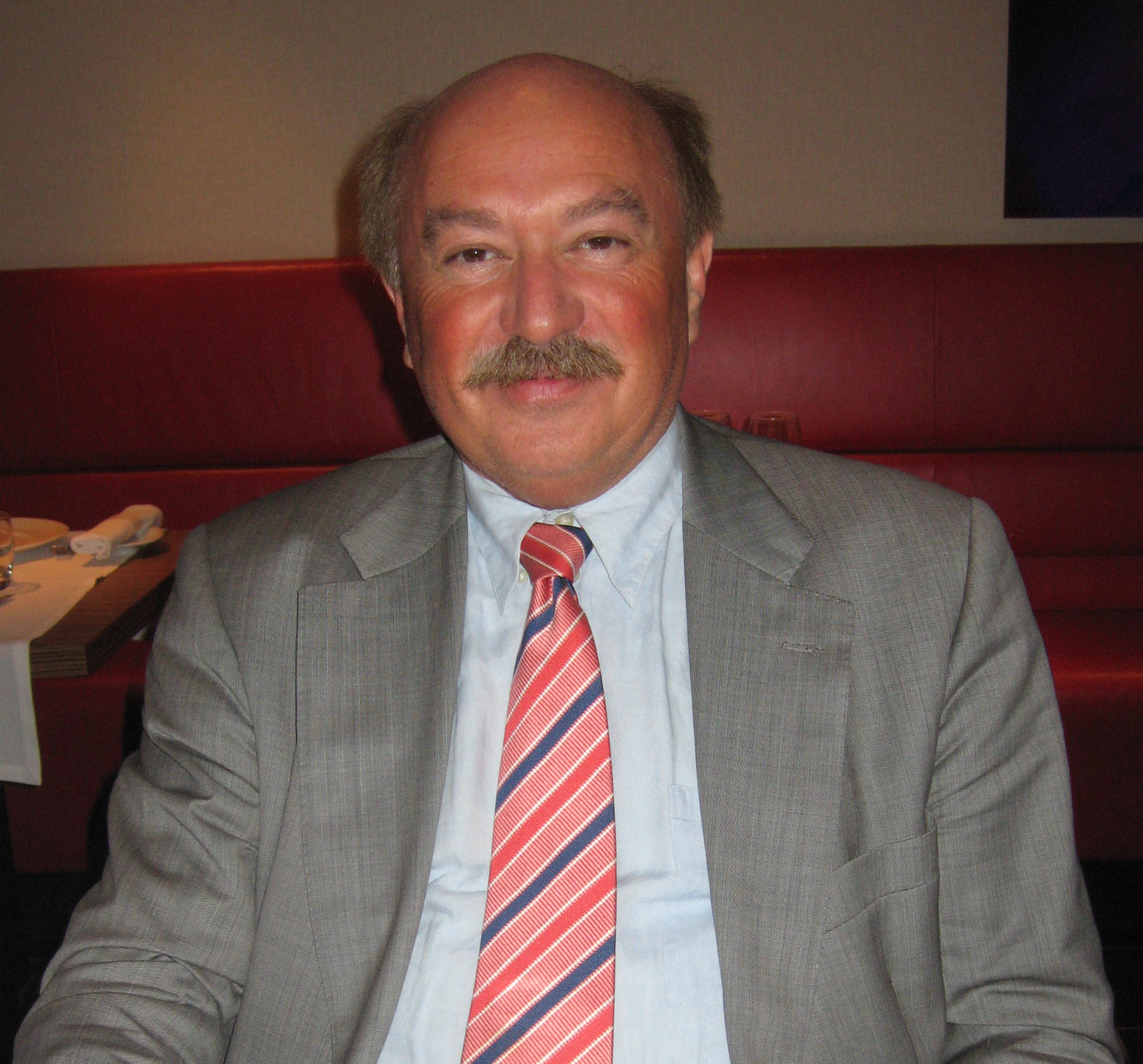
Hermann J. Huber, 2008

Hermann J. Huber (* 31. Oktober 1954 in Moosbach; † 28. Juli 2009 ebenda) war ein deutscher Journalist und Autor.

## Leben
Hermann J. Huber, kurz HJH, wie er sich selbst auch gerne abkürzte, wurde 1954 im bayerischen Moosbach geboren. Er besuchte das Humanistische Augustinus-Gymnasium in Weiden in der Oberpfalz. Bereits während seiner Schulzeit wurde er Landesvorsitzender der bayerischen Schüler Union. Nach dem Abitur studierte er katholische Theologie und Geschichte an der Ludwig-Maximilians-Universität München. 1976 kandidierte er erfolglos als jüngster deutscher Bundestagskandidat. Von 1977 bis 1981 war er Bundesvorsitzender des Jugendpresseverbandes Medien und Jugend in Deutschland. Als Journalist war er Chefredakteur der Magazine die alternative und Der Blickpunkt. Ab den 1980er Jahren veröffentlichte er als Autor 14 Bücher.
Aufsehen erregte dank Bild-Schlagzeilen das Buch Leben, Lieben, Legenden von 1989, in dem erstmals im deutschsprachigen Raum prominente Homosexuelle porträtiert wurden. Auslöser des Skandals war die Auflistung von Schlagersänger Rex Gildo. Huber, der selbst auch homosexuell war, starb am 28. Juli 2009 in Moosbach an einem Herzinfarkt.
Der leidenschaftliche Sammler hinterließ ein umfangreiches Fotoarchiv, eine große Material- und Büchersammlung sowie mehrere tausend Videokassetten und DVDs mit schwuler Pornografie.

## Werke (Auswahl)
- Leben, Lieben, Legenden. 1989.
- Leben, Laster, Leidenschaft. Weitere 60 schillernde Kultstars der Schwulen (Foerster Verlag, Frankfurt/Main).
- Gay Video Guide – Band 1 (Foerster Media, Offenbach).
- Gay Video Guide – Band 2 (Foerster Media, Offenbach).
- Das schwule Dschungelbuch (Foerster Media, Offenbach).
- Langen Müller’s Schauspieler Lexikon der Gegenwart – Deutschland Österreich Schweiz (Langen Müller Verlag, München).
- Gewalt und Leidenschaft – Filmlexikon (Bruno Gmünder Verlag, Berlin).
- Gott spielt mit – Film- und Fernsehstars über ihren Glauben (Herder Verlag, Freiburg).